# Ahmès-Satkamosé
Pour les articles homonymes, voir Ahmès.
Ahmès-Satkamosé ou Sitkamose (Née de la Lune, fille de Kamosé) est une princesse et reine de la fin de la XVIIe dynastie – début de la XVIIIe dynastie, qui vécut sous le règne d’Ahmôsis Ier, dont elle fut probablement l'une des épouses. Comme son nom l’indique, elle est la fille du roi Ouadjkheperrê Kames.
Ahmès-Satkamosé figure dans la liste des ancêtres royaux adorés durant la XIXe dynastie. Elle apparaît notamment dans le tombeau de Khâbekhnet à Deir el-Médineh (Thèbes).

## Généalogie
Il est établi aujourd’hui, comme l’indique explicitement son nom, que Satkamosé est la fille de Ouadjkheperrê Kames,, née durant son court règne de trois ans, ou avant. 
Considérant les titres d'épouse qui lui sont souvent attachés, elle fut probablement unie au roi Ahmôsis Ier dont elle fut la contemporaine. Dans ce cas, elle pourrait avoir épousé le tout jeune souverain dans la première partie de son règne, quand il fut en âge de procréer. Elle ne porte jamais le titre de Mère de roi, mais elle pourrait avoir donné naissance à un ou plusieurs des enfants attestés d'Ahmôsis.

## Une reine peu connue
Parmi les différents titres de la reine, tous postérieurs à l’époque où elle vécut, on trouve ceux de : « épouse du roi » (hm.t-nisw.t-wr.t) ; « fille du roi » (s3T-niswt-nt) ; « sœur du roi » (snt-niswt). Elle eut aussi celui d'« épouse du dieu » (HmT-nTr), mais selon Aidan Mark Dodson et Dyan Hilton, il est probable que ce dernier ne lui fut donné qu'à titre posthume. Le titre Sœur du roi fut retrouvé uniquement sur les bandelettes de la momie et rédigé tardivement. Il peut se rattacher à sa fonction d’épouse royale, au même titre que la reine Ahmès, épouse du roi Thoutmôsis Ier. Elle ne portera jamais le titre de « Grande Épouse Royale » (HmT nswt wrT) qui fut réservé à la reine Ahmès-Néfertary.
Sur une stèle conservée au British Museum, ainsi que dans la liste royale de Khâbekhnet, Satkamosé porte le titre d'« épouse du dieu », fonction officialisée par la reine Ahmès-Néfertary dont Satkamosé fut la cousine.
Si ce titre lui fut bien attribué, ce fut peut-être de manière posthume, comme ce fut le cas pour la mère et la grand-mère d’Ahmès-Néfertary.
On ne sait rien de la vie d’Ahmès-Satkamosé. Considérant son âge au moment du décès, elle meurt sans doute avant l’avènement du roi Amenhotep Ier. Son culte funéraire se maintient jusqu'au milieu de la XVIIIe dynastie au moins et possède notamment une fondation à Thèbes, ce qui peut expliquer qu’elle fut considérée plus tard comme une épouse du dieu, au même titre qu’Iâhhotep II.

## Sépulture
Enterrée dans la Nécropole thébaine, la momie de Satkamosé fut déplacée pour la protéger des pilleurs de tombes et inhumée de nouveau dans la cache DB320 de Deir el-Bahari, comme un grand nombre de dépouilles royales du Nouvel Empire. Elle y a été découverte en 1881. La dépouille, qui avait été endommagée par des pilleurs de tombes, se trouvait dans un cercueil réemployé au nom de Padiamon, qui vécut sous la XXIe dynastie.
La momie fut démaillotée le 19 juin 1886 par Gaston Maspero. L’analyse du corps permit d’estimer que Satkamosé avait environ trente ans au moment de son décès. Grafton Eliot Smith la décrit comme une femme ayant une forte stature, presque masculine, et note son étroite parenté, quant à la technique d’embaumement, avec celle du roi Ahmôsis. 
Elle est maintenant au Musée du Caire.